# Belgische Badmintonmeisterschaft 2018
Die Belgische Badmintonmeisterschaft 2018 fand vom 3. bis zum 4. Februar 2018 im 't Rosco in Ronse statt.

## Medaillengewinner
| Disziplin    | Gold                               | Silber                       | Bronze                                |
| ------------ | ---------------------------------- | ---------------------------- | ------------------------------------- |
| Herreneinzel | Maxime Moreels                     | Marijn Put                   | Julien Carraggi                       |
| Herreneinzel | Maxime Moreels                     | Marijn Put                   | Nathan Vervaeke                       |
| Dameneinzel  | Lianne Tan                         | Joke de Langhe               | Lisa Demeyere                         |
| Dameneinzel  | Lianne Tan                         | Joke de Langhe               | Clara Lassaux                         |
| Herrendoppel | Matijs Dierickx Freek Golinski     | Birger Abts Marijn Put       | Rowan Scheurkogel Jona van Nieuwkerke |
| Herrendoppel | Matijs Dierickx Freek Golinski     | Birger Abts Marijn Put       | Jordy van der Sypt Tim van Herbruggen |
| Damendoppel  | Lise Jaques Flore Vandenhoucke     | Steffi Annys Elke Biesbrouck | Sabine Devooght Ann Knaepen           |
| Damendoppel  | Lise Jaques Flore Vandenhoucke     | Steffi Annys Elke Biesbrouck | Kirstin Boonen Joke de Langhe         |
| Mixed        | Matijs Dierickx Flore Vandenhoucke | Freek Golinski Lise Jaques   | Lawrence de Pauw Ann Knaepen          |
| Mixed        | Matijs Dierickx Flore Vandenhoucke | Freek Golinski Lise Jaques   | Jona van Nieuwkerke Joke de Langhe    |